# Estheria flavipennis
Estheria flavipennis là một loài ruồi trong họ Tachinidae.